# Deutsches Schlager-Festival 1960
Das zweite Deutsche Schlager-Festival fand am 21. September 1960 in der Rhein-Main-Halle in Wiesbaden statt. Veranstalter war – wie im Vorjahr – der seinerzeit bei Schlagerfans beliebte Radiosender Radio Luxemburg. Vergeblich hatte der Südwestfunk (SWF) versucht, ebenfalls im Jahr 1960 die Deutschen Schlager-Festspiele Baden-Baden ins Leben zu rufen. Die ursprünglich beabsichtigte Veranstaltung wurde kurzfristig abgesagt und so blieb das Wiesbadener Festival, wenn man von der Vorentscheidung zum Grand Prix Eurovision vom 6. Februar 1960 absieht, das einzige größere Festival seiner Art in Deutschland.
Am Start waren 20 Titel, die von Caterina Valente, Fred Bertelmann, Peter Kraus und den Perrys vorgestellt wurden. Die Interpreten wurden vom RIAS Tanzorchester unter Leitung von Werner Müller begleitet. Die Finalteilnehmer waren zuvor aus 114 Titeln anlässlich einer Vorauswahl-Tournee durch 19 deutsche Städte ermittelt worden. Die Vorauswahl-Veranstaltungen wurden von Vico Torriani moderiert. Bei diesen Veranstaltungen wurden die Titel von Margit Calva, Hannelore Cremer, Herbert Garden, Ferry Graf, Erik Herschmann (Erik Silvester), Carina Korten und den Perrys vorgetragen.
Anders als im Vorjahr hatte das Festival von 1960 ein positiveres Echo. Auch waren einige der Titel des Wettbewerbs mehrere Wochen in den Hitparaden zu finden.

## Die Teilnehmer 1960
(muss noch ergänzt werden)
| Platz | Titel                                 | Interpret        |
| ----- | ------------------------------------- | ---------------- |
| 1.    | Rosalie, mußt nicht weinen            | Caterina Valente |
| 2.    | Wer keine Liebe kennt                 | Perrys           |
| 3.    | Einen Ring mit zwei blutroten Steinen | Caterina Valente |

Die Titel wurden teilweise von mehreren Interpreten auf Schallplatte aufgenommen. Weitere Teilnehmertitel waren unter anderem Man, Man, Hollywood-Man, Ein Stern fiel in der Nacht.
Den ersten Preis für den besten Teenager-Song erzielte Karina-Lu von Peter Kraus.